# Clypeasta pruinosa
Clypeasta pruinosa är en skalbaggsart som beskrevs av Leon Fairmaire 1903. Clypeasta pruinosa ingår i släktet Clypeasta och familjen Melolonthidae. Inga underarter finns listade i Catalogue of Life.